# پروشات مدنی
پروشات مدنی (آلمانی: Proschat Madani؛ ۱۱ اکتبر ۱۹۶۷) بازیگر اتریشی-ایرانی است.
از فیلم‌ها یا مجموعه‌های تلویزیونی که وی در آن‌ها نقش داشته‌است، می‌توان به سالامی علیکم اشاره نمود.